# Смит Корнер (Калифорнија)
Смит Корнер (енгл. Smith Corner) насељено је место без административног статуса у америчкој савезној држави Калифорнија.

## Демографија
По попису из 2010. године број становника је 524.
| Група             | 2000.    | 2010.       |
| Белци             | 0 (0,0%) | 77 (14,7%)  |
| Афроамериканци    | 0 (0,0%) | 10 (1,9%)   |
| Азијати           | 0 (0,0%) | 2 (0,4%)    |
| Хиспаноамериканци | 0 (0,0%) | 440 (84,0%) |
| Укупно            | 0        | 524         |